# Tipula irrorata
Tipula irrorata är en tvåvingeart som beskrevs av Pierre Justin Marie Macquart 1826.
Tipula irrorata ingår i släktet Tipula och familjen storharkrankar. Arten är reproducerande i Sverige. Inga underarter finns listade i Catalogue of Life.